# Gëzim Hajdari

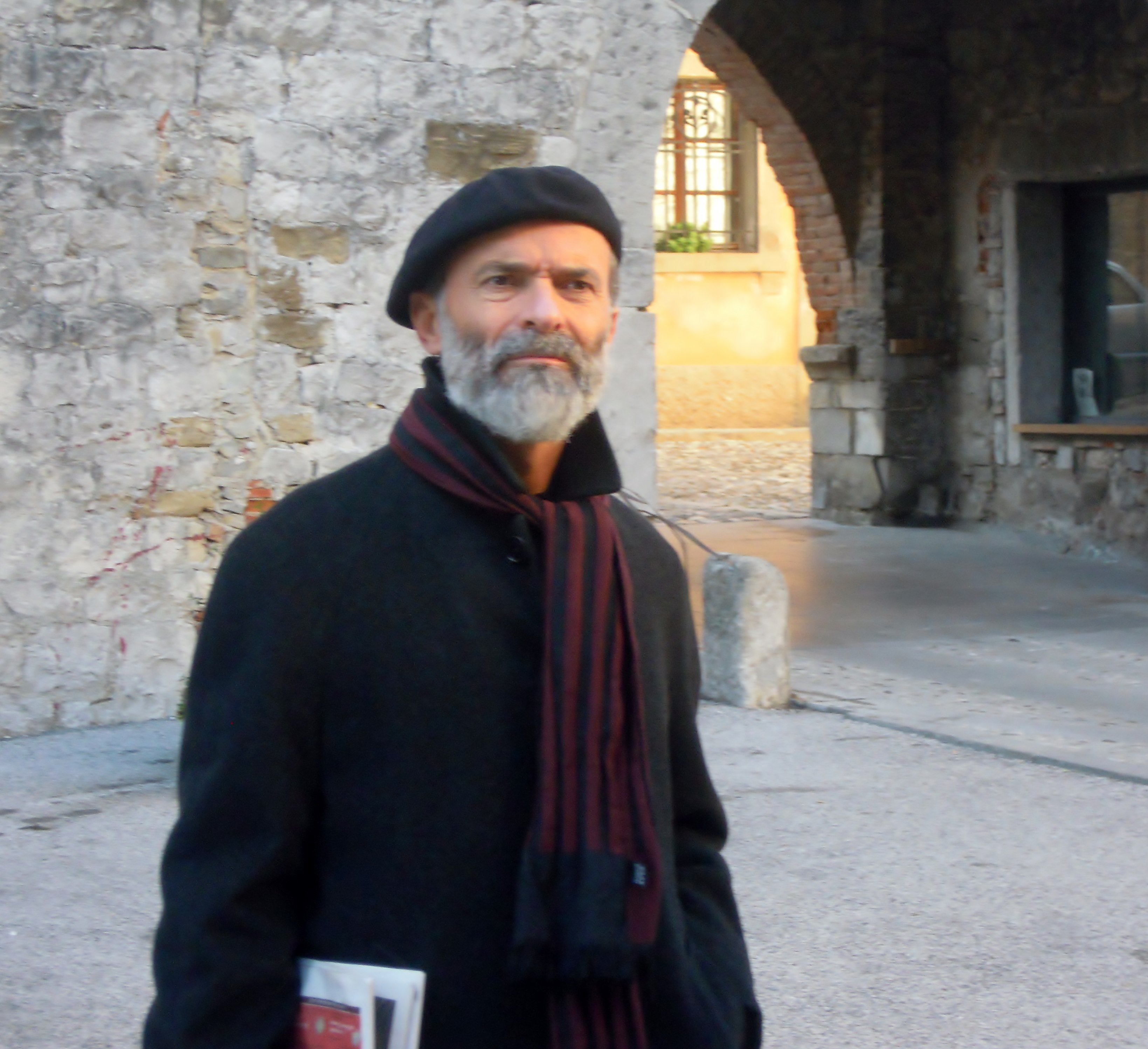
Gëzim Hajdari, 2011

Gëzim Hajdari (* 25. Februar 1957 in Lushnja) ist ein albanischer Schriftsteller und Übersetzer, der seit 1992 in Italien lebt.

## Leben
Gëzim Hajdari wurde als Sohn einer Familie ehemaliger Großgrundbesitzer geboren, deren Ländereien während der kommunistischen Diktatur Enver Hoxhas konfisziert worden waren. Er besuchte die Grundschule in seinem Heimatdorf und die höhere Schule in Lushnje. An der Universität Aleksandër Xhuvani in Elbasan studierte er albanische Literatur; nach der Auswanderung nach Italien schloss er an der Universität La Sapienza in Rom ein Studium in moderner italienischer Literatur ab.
Nach dem endgültigen Sturz des kommunistischen Regimes Albaniens zählte Hajdari im Winter 1991 zu den Gründungsmitgliedern zweier Oppositionsparteien, der Demokratischen Partei und der Republikanischen Partei Lushnjas, zu deren Provinzsekretär er gewählt wurde. Im selben Jahr gründete er mit einem Freund das oppositionelle Wochenblatt Ora e Fjalës, bei dem er stellvertretender Direktor wurde. Gleichzeitig schrieb er für die überregionale Zeitung Republika. Bei den Wahlen Anfang 1992 wurde er als Parlamentskandidat der Republikanischen Partei aufgestellt, wurde aber nicht gewählt.
Im Zuge seiner Aktivitäten als Politiker und Exponent der Opposition prangerte er wiederholt und öffentlich die dunklen Machenschaften der alten Hoxha-Nomenklatur an – ebenso wie diejenigen des hinter der Maske des Postkommunismus operierenden Regimes. Infolge wiederholter massiver Bedrohungen sah er sich im April 1992 gezwungen, sein Land zu verlassen.
In Albanien hatte er unter anderem als Arbeiter in der Landwirtschaft (so bei der Trockenlegung von Sumpfgebieten), als Lagerarbeiter und Buchhalter gearbeitet. Er leistete einen zweijährigen Militärdienst. Zu Beginn der 1990er Jahre unterrichtete er nach dem Zusammenbruch der Diktatur an einem Gymnasium Literatur. In Italien arbeitete er als Stallknecht, Landarbeiter, Bauarbeiter und in einer Druckerei.
Seitdem bestreitet er den Lebensunterhalt als freier Schriftsteller und Übersetzer. Er schreibt in albanischer und italienischer Sprache. Einladungen aus der gesamten Welt führten ihn im Rahmen von Lesungen und Vorträgen in viele Länder, nicht jedoch nach Albanien. Dort wird seine kritische Arbeit von der politischen und kulturellen Gesellschaft mehrheitlich ignoriert. Der Autor versteht sich ausdrücklich als zweisprachiger Schriftsteller, der seine Bücher sowohl auf Albanisch als auch auf Italienisch schreibt. Außerdem hat er mehrere albanische Autoren ins Italienische übersetzt. Sein Werk ist Gegenstand internationaler universitärer Forschung.
Gëzim Hajdari war mehrere Jahre Präsident des Centro Internazionale Eugenio Montale. Aufgrund seiner literarischen Verdienste wurde er von seinem Wohnort Frosinone zum Ehrenbürger ernannt. Hajdari wird zu den bedeutenden Lyrikern der Gegenwart gezählt und hat zahlreiche literarische Auszeichnungen erhalten.
Seit einigen Jahren ist er Chefredakteur der Lyrikreihe Erranze des römischen Ensemble Verlags. Sein Werk wurde mit zahlreichen literarischen Preisen bedacht und seine Bücher ins Deutsche, Spanische, Englische und Französische übersetzt.
Von 2014 bis 2018 hat er Seminarveranstaltungen zur albanischen Kultur an der Universität Macerata gehalten.
Seit 1992 lebt er m Exil in Italien.

## Einzeltitel

### Lyrik
Bücher in Albanien
- Antologia e shiut. Naim Frashëri, Tirana 1990,
Zweitauflage auf Italienisch: Antologia della pioggia. Fara, Santarcangelo di Romagna 2001. ISBN 978-88-87808-08-7
- Trup i pranishëm/Corpo presente. Botimet Dritëro, Tirana 1999 (zweisprachig albanisch/italienisch)
Zweitauflage auf Italienisch: Besa, Nardò 2011. ISBN 978-88-497-0733-5
- Poezi të zgjedhura 1990–2007. Besa, Nardò 2008. ISBN 978-88-497-0517-1
Zweitauflage auf Italienisch: Poesie scelte (1990–2007). Controluce, Nardò 2008. ISBN 978-88-6280-017-4
- Genocidi i poezise shqipe. Mësonjëtorja, Tirana 2010. ISBN 978-99943-35-75-6

Bücher in Italien. Zweisprachige Ausgaben Italienisch / Albanisch
- Ombra di cane / Hije qeni, Dismisuratesti 1993, Supplemento al n.110 di Dismisura, 1993
- Sassi controvento / Gurë kundërerës, Laboratorio delle Arti 1995,
- Pietre al confine, Associazione Culturale "E-senza" Metrica", Comune di Ancona, 1998. A cura di Massimiliano Martolini. Con una intervista all'autore di Maria Grazia Maiorino e di Valerio Cuccaroni
- Antologia della pioggia / Antologjia e shiut, Fara Editore 2000, ISBN 88-87808-08-2
- Antologia della pioggia / Antologjia e shiut (arricchita con nuovi inediti rispetto alla prima edizione). Edizioni Ensemble 2018, ISBN 978-88-6881-329-1
- Erbamara / Barihidhët, Fara Editore 2001, ISBN 88-87808-33-3
- Erbamara / Barihidhët (arricchita con nuovi testi inediti rispetto alla prima edizione). Cosmo Iannone Editore 2013, ISBN 978-88-516-0147-8
- Stigmate / Vragë, Besa, 2002, Besa 2006 e 2016, ISBN 88-497-0120-9; ISBN 978-88-497-1044-1
- Spine Nere / Gjëmba të zinj, Besa 2004 e 2005, ISBN 978-88-497-0252-1, ISBN 978-88-497-0332-0
- Maldiluna / Dhimbjehëne, Besa 2005 e 2007, ISBN 978-88-497-0305-4, ISBN 978-88-497-0305-4
- Poema dell'esilio / Poema e mërgimit, Fara Editore 2005, ISBN 88-87808-76-7 e Fara 2007 (edizione ampliata), ISBN 978-88-95139-11-1
- Peligòrga / Peligorga, Besa 2007, ISBN 978-88-497-0456-3
- Poesie scelte 1990–2007, Besa 2008, 2008, 2014, ISBN 978-88-6280-017-4, ISBN 978-88-6280-017-4, ISBN 978-88-6280-072-3
- Poesie scelte 1990–2015, Edizioni Controluce 2015, ISBN 978-88-6280-163-8
- Corpo presente / Trup i pranishëm, Besa 2010, ISBN 88-497-0733-9, ed Edizioni Controluce 2018, ISBN 978-88-497-0733-5
- Nur. Eresia e besa / Nur. Herezia dhe besa, Ensemble, 2012, ISBN 978-88-97639-37-4
- Delta del tuo fiume / Grykë e lumit tënd. Edizioni Ensemble 2015, ISBN 978-88-6881-051-1
- Cresce dentro di me un uomo straniero / Rritet brenda meje një njeri i huaj, Edizioni Ensemble 2020, ISBN 978-88-6881-600-1
- Poesie scelte / Poezi të zgjedhur 1990–2020, Besa Muci Editore, 2021, ISBN 88-362-9083-3.

Deutschsprachige Ausgabe
- Mondkrank. Aus dem Italienischen und mit einem Nachwort von Stefanie Golisch, Pop Verlag, Ludwigsburg 2008. ISBN 978-3-937139-55-5.

Reisereportagen
- San Pedro Cutud. Viaggio negli inferi del tropico. Fara, Santarcangelo di Romagna 2004. ISBN 978-88-87808-44-5.
- Muzungu. Diario in nero. Besa, Nardò 2006. ISBN 978-88-497-0393-1.

## Anthologien (Auswahl)
- I canti della vita di Abu l-Qasim al-Shabbi, Di Girolamo Editore 2008, ISBN 978-88-87778-20-5. A cura di Salvatore Mugno, traduzione dall'arabo di Imed Mehadheb, revisione poetica di Gezim Hajdari.
- Dove le parole non si spezzano di Gémino Abad, Edizioni Ensemble 2015, ISBN 978-88-6881-121-1. A cura di Gezim Hajdari, traduzione dall'inglese di Andrea Gazzoni. È la prima pubblicazione in italiano del poeta filippino.
- Colomba di fuoco e di piacere di Luigi Pacioni, Edizioni Ensemble, ISBN 88-6881-363-7. A cura di Gëzim Hajdari.

## Auszeichnungen
- 1996: Ekse Tra (Rimini)
- 1997: Montale (Rom)
- 1999: Fratellanza nel mondo (Potenza)
- 2000: Trieste EtniePoesie (Triest)
- 2000: Scritture di Frontiera – Umberto Saba (Triest)
- 2000: Dario Bellezza (Rom)
- 2000: Grotteria (Reggio Calabria)
- 2003: Ciociaria (Fiuggi)
- 2005: Popoli in cammino (Milan)
- 2006: Multietnicità (Rom)
- 2007: Piccola Editoria di Qualità (Chiari)
- 2011: Vittorio Bodini (Minervino Lecce)
- 2016 – Guido Gozzano (Terzo – Alessandria)
- 2016 – Léopold Sédar Senghor (Milan).